# Hisako Takamado

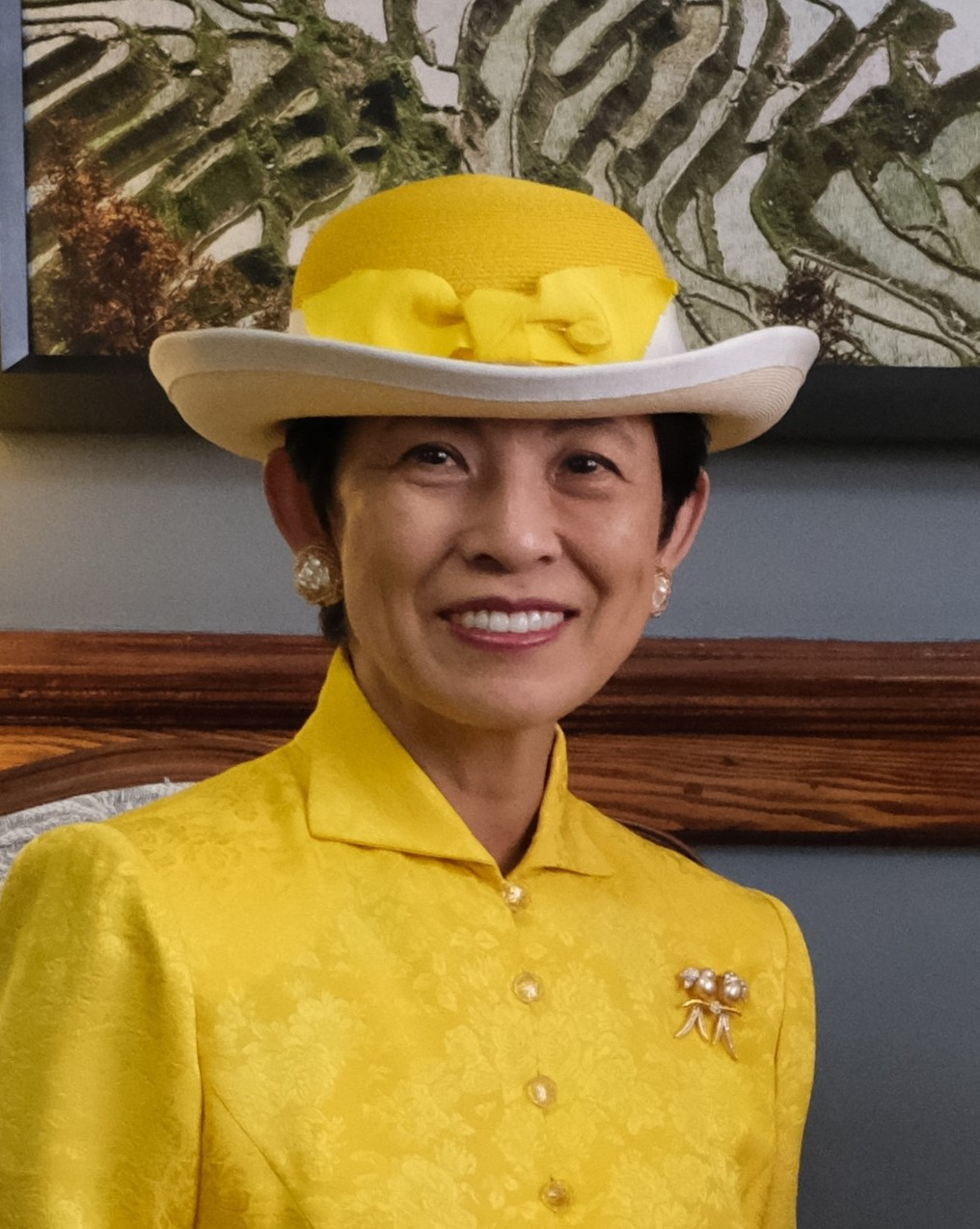
Prinzessin Takamado (2009)

Prinzessin Hisako von Takamado (jap. 高円宮憲仁親王妃久子 Takamado-no-miya  Norihito Shinnōhi-Hisako; * 10. Juli 1953 in Tokio als Hisako Tottori (鳥取 久子 Tottori Hisako)) ist eine japanische Prinzessin.

## Leben
Prinzessin Takamado studierte und graduierte 1975 am Girton College an der Universität Cambridge. Am 17. September 1984 verlobte sie sich mit Prinz Norihito Takamado, heiratete ihn am 6. Dezember 1984 und erhielt den Titel „Prinzessin Takamado“. Beide haben drei Töchter:
- Prinzessin Tsuguko (承子女王, Tsuguko-joō; * 8. März 1986)
- Prinzessin Noriko (典子女王, Noriko-joō; * 22. Juli 1988)
- Prinzessin Ayako (絢子女王, Ayako-joō; * 15. September 1990)

Tsuguko studierte Soziologie in Schottland an der Universität Edinburgh, Noriko Klinische Psychologie an der Gakushūin-Universität und Ayako Wohlfahrt an der Internationalen Jōsai-Universität.
Sie begleitete ihren Mann auf zahlreichen Auslandsreisen, so im Mai bis Juni 2002 zur Eröffnung der Fußball-Weltmeisterschaft in Südkorea, die von Südkorea und Japan gemeinsam ausgerichtet wurde. Kurz danach starb ihr Mann an Herzversagen.

## Einige ihrer Funktionen
Heute ist Prinzessin Takamado als Präsident oder Ehrenpräsident von mindestens 23 Organisationen aktiv. Diese haben ihren Schwerpunkt in Sport, der Förderung des internationalen Kulturaustausches und dem Naturschutz (u. a. im United Nations Environmental Program (UNEP)). Einen Teil der Verpflichtungen übernahm sie von ihrem Mann. Aufsehen erregte Prinzessin Takamado, als sie sich für die Einführung von Gewichtsklassen im traditionellen Sumoringen aussprach, um den gesundheitsgefährdenden Folgen des Übergewichts für die Sportler Einhalt zu gebieten.

### Sport
- Schirmherrin der Japan Football Association
- Schutzherrin der Japan Grass Ski Association
- Ehrenpräsidentin der Amateur Rubberball Baseball Association of Japan
- Ehrenpräsidentin der All Nippon Kyudo Federation (ANKF, japanischer Kyudoverband)
- Ehrenpräsidentin der International Kyudo Federation (IKF, Kyudo-Weltverband)
- Ehrenpräsidentin der Japan Fencing Federation
- Ehrenpräsidentin der Japan Hockey Association
- Ehrenpräsidentin der Japan Sailing Federation
- Ehrenpräsidentin der Japan Volleyball Association[1]
- Ehrenvorsitzende der Japan Squash Association

### Kultur und Kunst
- Schirmherrin der Federation of Japan Amateur Orchesstras Corp
- Schirmherrin des Konzerts der 1000 Cellisten
- Ehrenpräsidentin des Ikebana-Verbandes Ikebana International
- Schutzherrin des Center For Promotion Of Folk-Performing Arts

### Kulturaustausch und Bildung
- Ehrenpräsidentin der Japanisch-Spanischen Gesellschaft
- Schutzherrin des Japan National Student Association Fund
- Schutzherrin der  Asiatischen Gesellschaft Japans
- Schutzherrin von Les Amies de Langue Francaise der Japanisch-Französischen Sprachgesellschaft
- Ehrengouverneurin der Japanisch-Ägyptischen Gesellschaft
- Schutzherrin der  Kanadisch-Japanischen Gesellschaft
- Ehrenvorsitzende des International Education Center Supporter Association
- Schutzherrin des Japan National Student Association Fund

### Sonstige
- Ehrenpräsidentin von BirdLife International
- Ehrenpräsidentin der Japan Lifeboat Institution
- Schutzherrin der Inamori-Stiftung
- Ehren-Vizepräsidentin des Japanischen Roten Kreuzes